# Moyen-Orient
Pour la revue, voir Moyen-Orient (revue).
Le Moyen-Orient (appellation anglo-saxonne) ou Proche-Orient (appellation française) est un espace géographique au carrefour de l'Asie, de l'Afrique et de l'Europe. Il a joué un rôle central dans l'histoire de l'humanité, étant le berceau de plusieurs civilisations anciennes ainsi que des trois grandes religions monothéistes.
Les termes « Proche-Orient » et « Moyen-Orient » ne désignent pas deux espaces géographiques clairement séparés, comme si, en allant vers l'est, on voyait se succéder le Proche-Orient puis le Moyen-Orient avant d'atteindre l'Extrême-Orient. Ces termes désignent un même espace défini, au tournant des XIXe et XXe siècles, par le Bureau des Affaires étrangères et du Commonwealth britannique comme le Middle East, et par le Quai d'Orsay français comme le « Proche-Orient ».
L'espace concerné comprend au moins le Croissant fertile (Jordanie, Irak, Israël, Palestine, Syrie, Turquie et Liban), la péninsule arabique (Arabie saoudite, Yémen, Oman, Émirats arabes unis, Qatar, Bahreïn, Koweït) et la vallée du Nil (Égypte). On y ajoute parfois l'Iran, le Pakistan et l'Afghanistan (héritage de la définition de l'Empire britannique). Les États-Unis y incluent les États du Maghreb (Tunisie, Maroc, Algérie, Mauritanie, Libye), comme le montre le projet de « Grand Moyen-Orient ».
Cet espace abrite plusieurs groupes culturels et ethniques, incluant les cultures arabe, perse, turque, kurde, arménienne et juive . Les trois principaux groupes linguistiques sont les langues iraniennes, les langues turques et les langues sémitiques (dont l'arabe, l'amharique et l'hébreu). La définition du Moyen-Orient, à la fois établie dans les livres de référence et communément utilisée, définit la région comme « les nations de l'Asie du Sud-Ouest, de l'Iran à l'Égypte ». En conséquence, l'Égypte, avec sa péninsule du Sinaï en Asie, est habituellement considérée comme faisant partie de cet espace.
La première occurrence de cette expression est parfois attribuée au théoricien militaire Alfred Mahan en 1902.

## Appellation

### Moyen-Orient et Proche-Orient
La notion géopolitique de « Moyen-Orient » a été forgée par les Européens à la fin du XIXe et au début du XXe siècle. Ethnocentrée, elle est liée à un projet de domination européenne sur l'Asie, qui aboutit à une division en trois grandes régions de ce continent : Extrême-Orient (première notion à apparaître), Moyen-Orient et Proche-Orient. Les premières occurrences de « Moyen-Orient » s'inscrivent dans un contexte de rivalité entre les impérialismes britannique et russe.
Chercheur en relations internationales, David Cumin note que le découpage équivalent de l'Occident en un « Extrême-Occident », un « Moyen-Occident » et un « Proche-Occident », qui refléterait le point de vue des Orientaux, n'a pas cours.
Avant la Première Guerre mondiale, Near East (« Proche-Orient ») était utilisé en anglais pour parler des Balkans et de l'Empire ottoman, tandis que le terme Middle East (« Moyen-Orient ») faisait référence à l'Iran, l'Afghanistan, le Turkménistan et le Caucase. En revanche, Far East (traduit à peu près par « Extrême-Orient ») faisait référence aux pays de l'Asie de l'Est, à la Chine, au Japon, à la Corée, à Taïwan, etc.
Avec l'irruption des États-Unis sur la scène européenne en 1917, le terme de Near East a été largement écarté de l'usage courant : vu de Washington, Istanbul ou Beyrouth n'ont rien de « proche ». L'expression « Moyen-Orient » (« Middle East ») a été appliquée aux nouveaux États formés à la suite du démantèlement de l'Empire ottoman. Cependant, l'usage de « Proche-Orient » (« Near East ») est maintenu dans plusieurs disciplines universitaires, dont l'archéologie et l'histoire ancienne, où il décrit un espace identique à celui désigné par le terme « Middle East » ; auparavant, il n'était pas utilisé par ces disciplines. Ce terme[pas clair] est apparu quand la France et le Royaume-Uni ont obtenu du mandat de la Société des Nations d'administrer les terres allemandes et ottomanes après la Première Guerre mondiale.
Dans ses mémoires publiés dans les années 1950, Winston Churchill exprime des réserves sur l'usage du terme « Moyen-Orient ». Il écrit : « J’ai toujours senti que le nom de « Moyen-Orient » pour l’Égypte, le Levant, la Syrie et la Turquie était mal choisi. C’était le Proche-Orient. La Perse et l’Irak étaient le Moyen-Orient; l’Inde, la Birmanie et la Malaisie, l’Orient; et la Chine et le Japon, l’Extrême-Orient. ».
Les Français, en particulier les universitaires et certains journaux comme Le Monde, ont gardé l'habitude de distinguer un Proche-Orient méditerranéen et un Moyen-Orient général (à l'anglaise) ou plus restreint autour du golfe Persique.

### Autres appellations
L'ambiguïté de l'expression « Moyen-Orient » gêne certains géographes, qui ont essayé de populariser « Asie du Sud-Ouest » (« Southwest Asia ») comme alternative, sans grand succès. D'autres termes ont fait leur apparition comme « Asie de l'Ouest » (« West Asia »), lequel est devenu le terme d'usage en Inde, à la fois par le gouvernement et les médias.
Le « monde arabe » est utilisé dans certains contextes, mais il n'est pas un équivalent de Moyen-Orient : il n'inclut pas les populations non-arabes du Moyen-Orient telles que les Turcs, les Iraniens, les Kurdes, la majorité des Israéliens.
Le « Moyen-Orient – Afrique du Nord » (Middle East-North Africa [MENA]), terme parfois utilisé, comprend la zone allant du Maroc à l'Iran. Le terme similaire le plus répandu est le « Grand Moyen-Orient » (Greater Middle East). Il est parfois utilisé, bien qu'il soit vague. Il correspond à une histoire commune des empires et des civilisations incluant la civilisation gréco-romaine méditerranéenne et les Perses aussi bien que la vaste civilisation arabe et les premières régions dans lesquelles les Turcs musulmans se sont installés. Cela peut comprendre l'Afrique du Nord et la Turquie jusqu'à l'Ouest du Pakistan et l'Est de l'Afghanistan.

## Géographie

Carte du Moyen-Orient moderne.

### Délimitations
Le Moyen-Orient correspond à la zone géographique comprise entre la rive orientale de la mer Méditerranée : le bassin Levantin, à l'ouest ; la ligne tracée par la frontière entre l'Iran d'une part, le Pakistan et l'Afghanistan d'autre part, à l'est ; les frontières de la Turquie et de l'Iran avec les pays du Caucase, ainsi que de la Turquie avec la Bulgarie et la Grèce au nord ; les frontières respectivement terrestres de l'Égypte et maritimes du Yémen et d'Oman au sud. Le Moyen-Orient s'étend donc à la fois en Asie, sur les plateaux iranien et anatolien et sur l'ensemble de la péninsule Arabique ; en Europe, avec la partie européenne de la Turquie : la Thrace orientale et en Afrique avec la partie africaine de l'Égypte.
Cet espace de plus de sept millions de kilomètres carrés regroupe différentes civilisations qui se sont développées au cours des siècles ; parmi elles, les Arabes, Perses, Turcs et Kurdes forment les groupes ethniques les plus importants présents dans la région. Ce critère ne permet cependant pas de tracer de délimitations puisque l'on retrouve ces civilisations bien au-delà des frontières des nations moyen-orientales : les Arabes sont également présents dans toute la partie nord de l'Afrique, les Perses, jusqu'au sous-continent indien et les Turcs, en Asie centrale.
Le Moyen-Orient n'est pas non plus uni politiquement ou culturellement, les structures supra-étatiques, regroupés autour de centres d'intérêt divers (pétrole, commerce, religion, etc.) n'ont qu'une influence limitée et s'étendent souvent au-delà de la région.

### Démographie
Selon les données éparses récoltées sur la base de divers recensements réalisés par les États de la région (sur plusieurs années), la croissance démographique est élevée : de près de 2 % par an en moyenne avec une fécondité moyenne de 3,4 enfants par femme pour une moyenne mondiale de 2,7 et une espérance de vie est de 69 ans. La religion majoritaire est l'islam dans sa branche sunnite et des foyers importants du courant chiite sont présents notamment en Irak et en Iran. Dans une moindre mesure, on retrouve des chrétiens (principalement au Liban à environ 30 % et à Chypre), des juifs en Israël et d'autres religions : bahaïs, zoroastriens, yézidis, etc.
| Pays                | Population (2021) | Superficie (km2) | Capitale  | Langue dominante | Religion dominante      |
| ------------------- | ----------------- | ---------------- | --------- | ---------------- | ----------------------- |
| Arabie saoudite     | 31 328 375        | 2 149 690        | Riyad     | Arabe            | Islam sunnite           |
| Bahreïn             | 1 501 764         | 758              | Manama    | Arabe            | Islam chiite            |
| Chypre              | 1 317 309         | 9 251            | Nicosie   | Grec             | Christianisme orthodoxe |
| Égypte              | 110 957 008       | 1 002 000        | Le Caire  | Arabe            | Islam sunnite           |
| Émirats arabes unis | 9 789 048         | 83 600           | Abou Dabi | Arabe            | Islam sunnite           |
| Irak                | 43 071 211        | 435 244          | Bagdad    | Arabe            | Islam chiite            |
| Iran                | 88 455 488        | 1 628 750        | Téhéran   | Persan           | Islam chiite            |
| Israël              | 8 942 924         | 22 072           | Jérusalem | Hébreu           | Judaïsme                |
| Jordanie            | 11 066 356        | 89 342           | Amman     | Arabe            | Islam sunnite           |
| Koweït              | 4 360 742         | 17 818           | Koweït    | Arabe            | Islam sunnite           |
| Liban               | 5 718 122         | 10 452           | Beyrouth  | Arabe            | Christianisme, islam    |
| Oman                | 4 500 424         | 309 500          | Mascate   | Arabe            | Islam sunnite           |
| Palestine           | 5 185 336         | 6 020            | Ramallah  | Arabe            | Islam sunnite           |
| Qatar               | 2 814 982         | 11 586           | Doha      | Arabe            | Islam sunnite           |
| Syrie               | 21 628 839        | 185 180          | Damas     | Arabe            | Islam sunnite           |
| Turquie             | 86 686 253        | 783 562          | Ankara    | Turc             | Islam sunnite           |
| Yémen               | 37 140 230        | 527 968          | Sanaa     | Arabe            | Islam sunnite           |
| Moyen-Orient        | 474 464 411       | 7 278 813        |           |                  |                         |

### Répartition géographique
Les États du Moyen-Orient peuvent être répartis selon leur position géographique :
- les États du Proche-Orient ou levantins bordant la mer Méditerranée : Chypre, Égypte, Irak, Israël, Jordanie, Liban, Syrie et Turquie ;
- les États de la péninsule Arabique entre mer Rouge et golfe Persique: Arabie saoudite, Bahreïn, Émirats arabes unis, Koweït, Oman, Qatar et Yémen ;
- l'Iran est au nord du golfe Persique et s'étire entre l'Anatolie, la mer Caspienne et l'océan Indien ;
- on peut également citer les entités au statut contesté : Chypre du Nord (à majorité turque et chypriote turque), la Palestine divisées en deux entités (Gaza et Cisjordanie) et le Kurdistan qui s'étend sur quatre États dans lesquels les Kurdes possèdent des statuts divers.

| Voir la carte administrative |

| Voir la carte topographique |

| Voir la carte administrative |

| Voir la carte topographique |

| Chypre Nicosie Israël Jérusalem Tel Aviv-Jaffa Liban Beyrouth |

| Koweït Bahreïn Manama Qatar Doha Abou Dabi Dubaï Émirats arabes unis |

### Agglomérations
Trois villes du Moyen-Orient regroupent plus de dix millions d'habitants ; il s'agit d'Istanbul, du Caire, et de Téhéran.
Trois autres villes ont recensé des populations entre quatre et sept millions d'habitants : Bagdad, Ankara et Alexandrie et onze villes moins importantes comptent une population de plus d'un million d'habitants. La majorité de ces agglomérations enregistrent une croissance annuelle de leur population supérieure à 2 %.

Agglomérations au Moyen-Orient
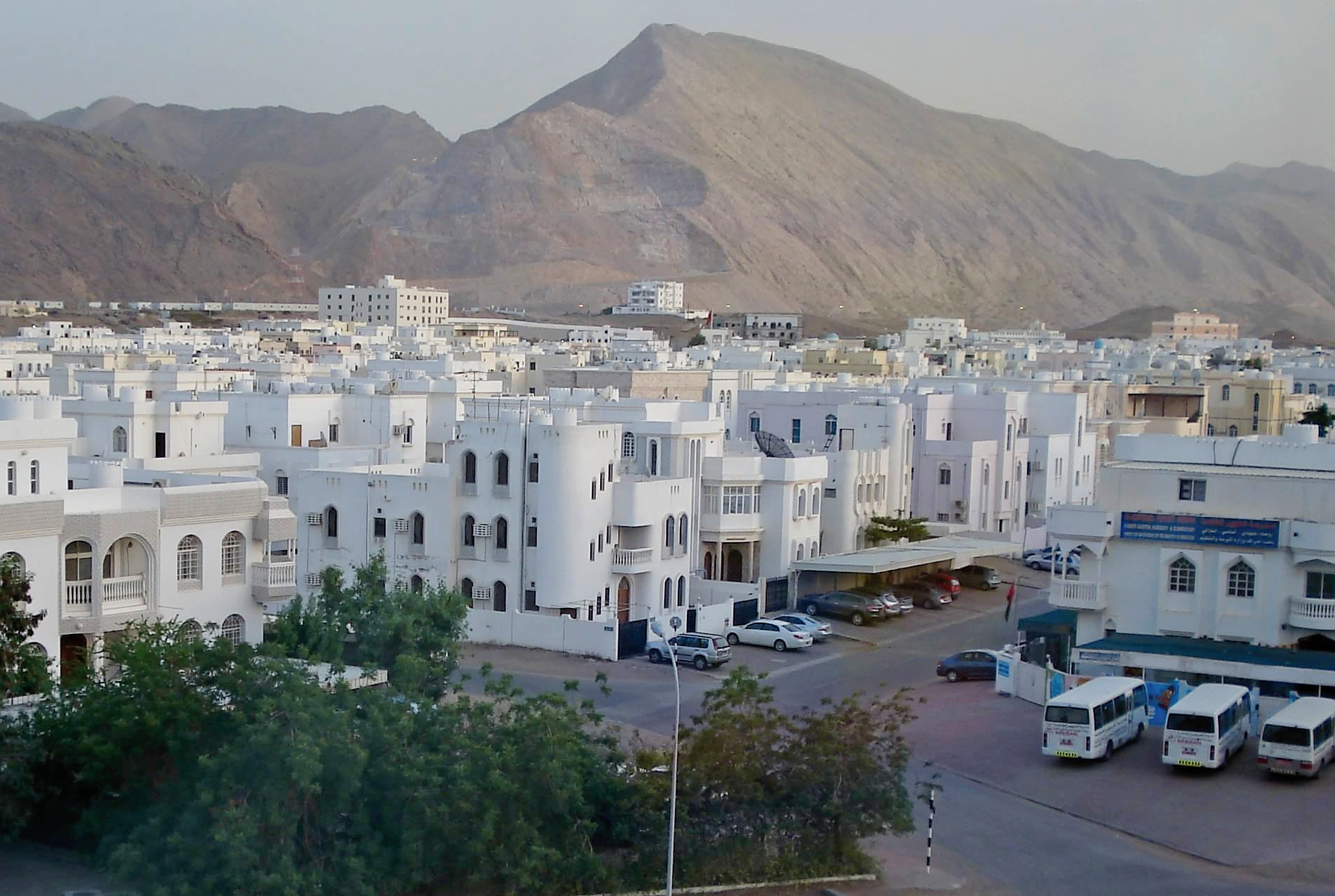
Quartier résidentiel d'Al-Khuwair à Mascate, la capitale d'Oman.
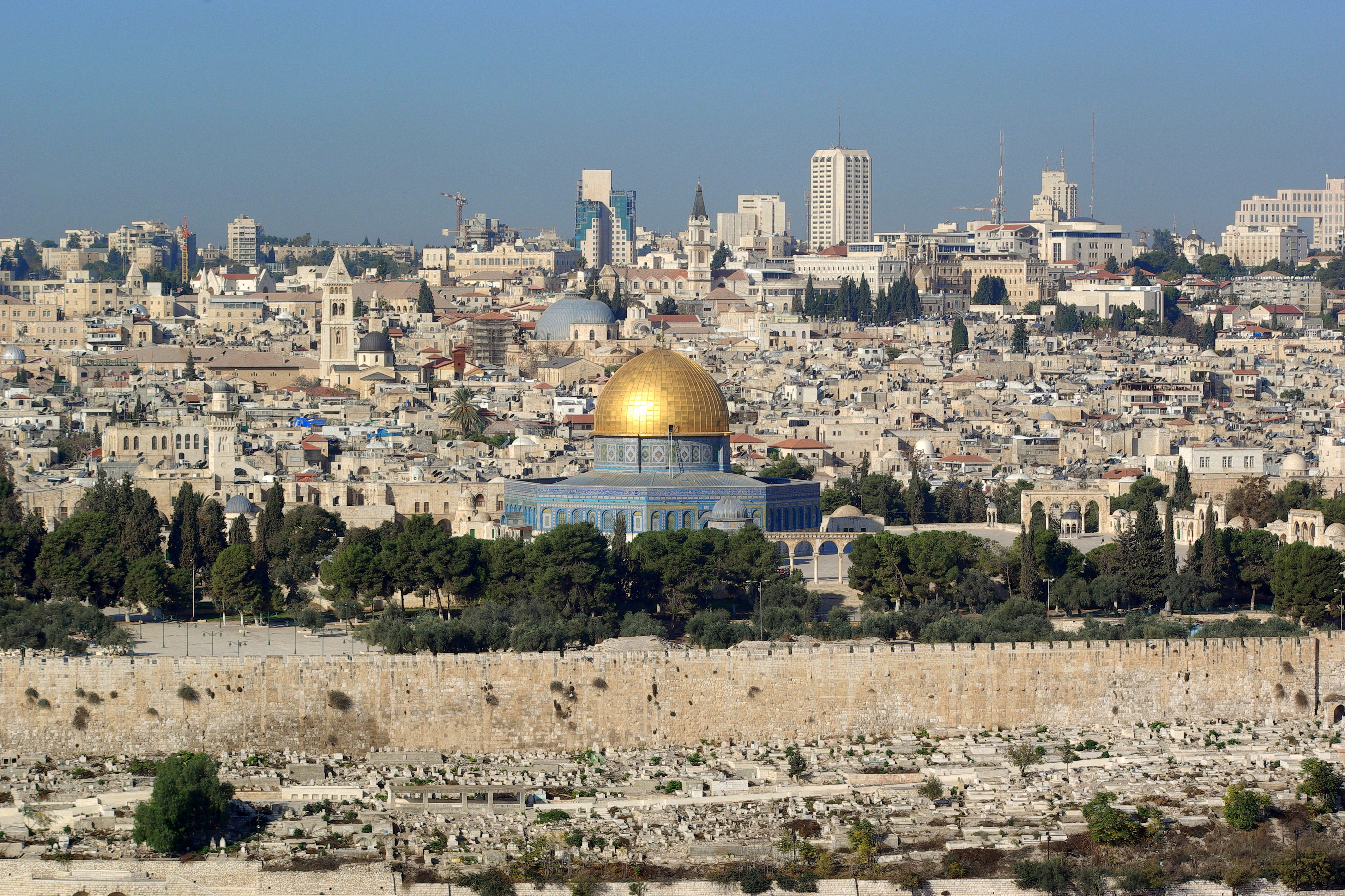
À Jérusalem, le Dôme du Rocher, l'Esplanade des Mosquées, le Mur des Lamentations, le Saint-Sépulcre…
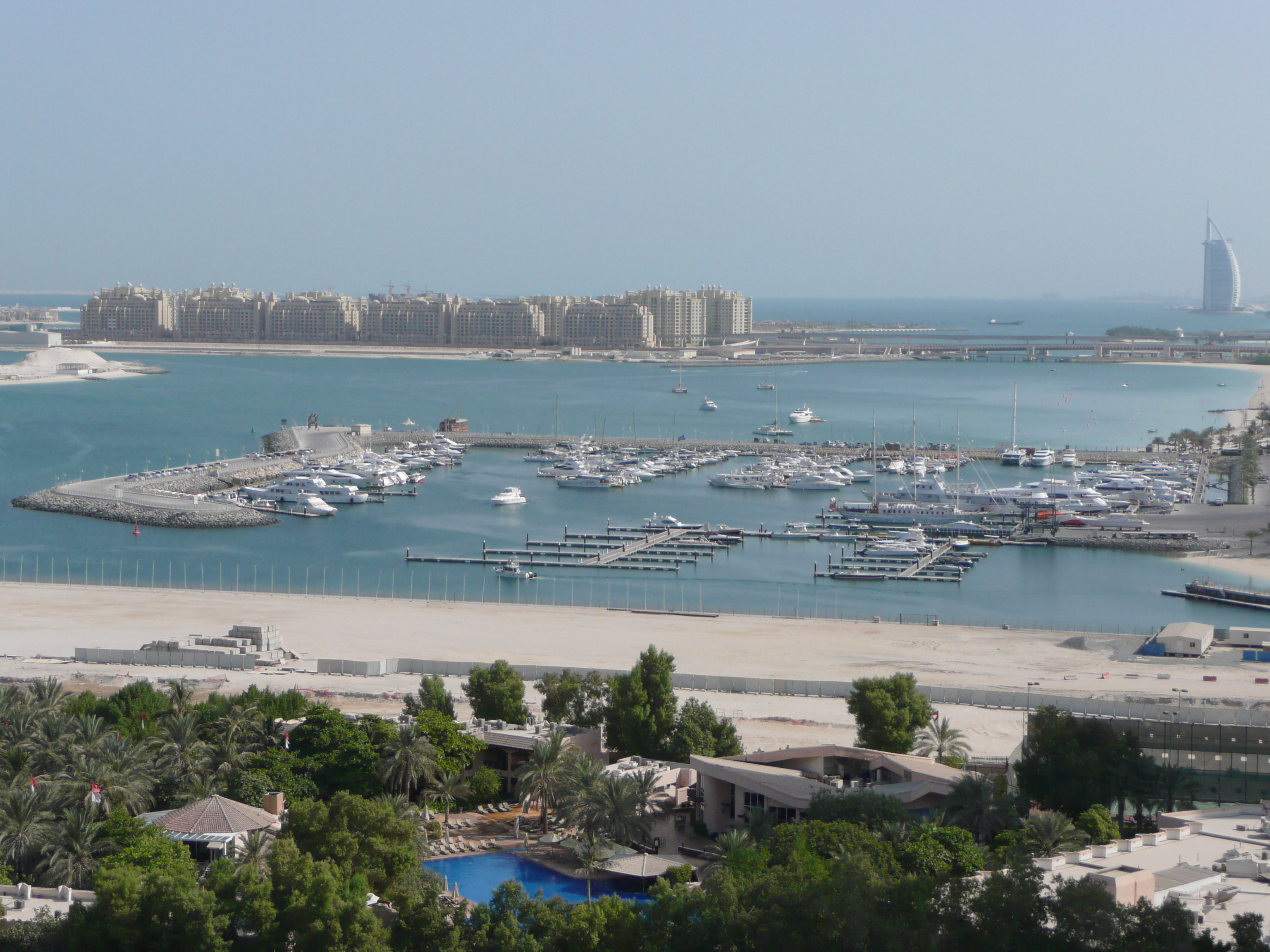
Le Burj-al-Arab et la Dubaï Marina aux Émirats arabes unis.
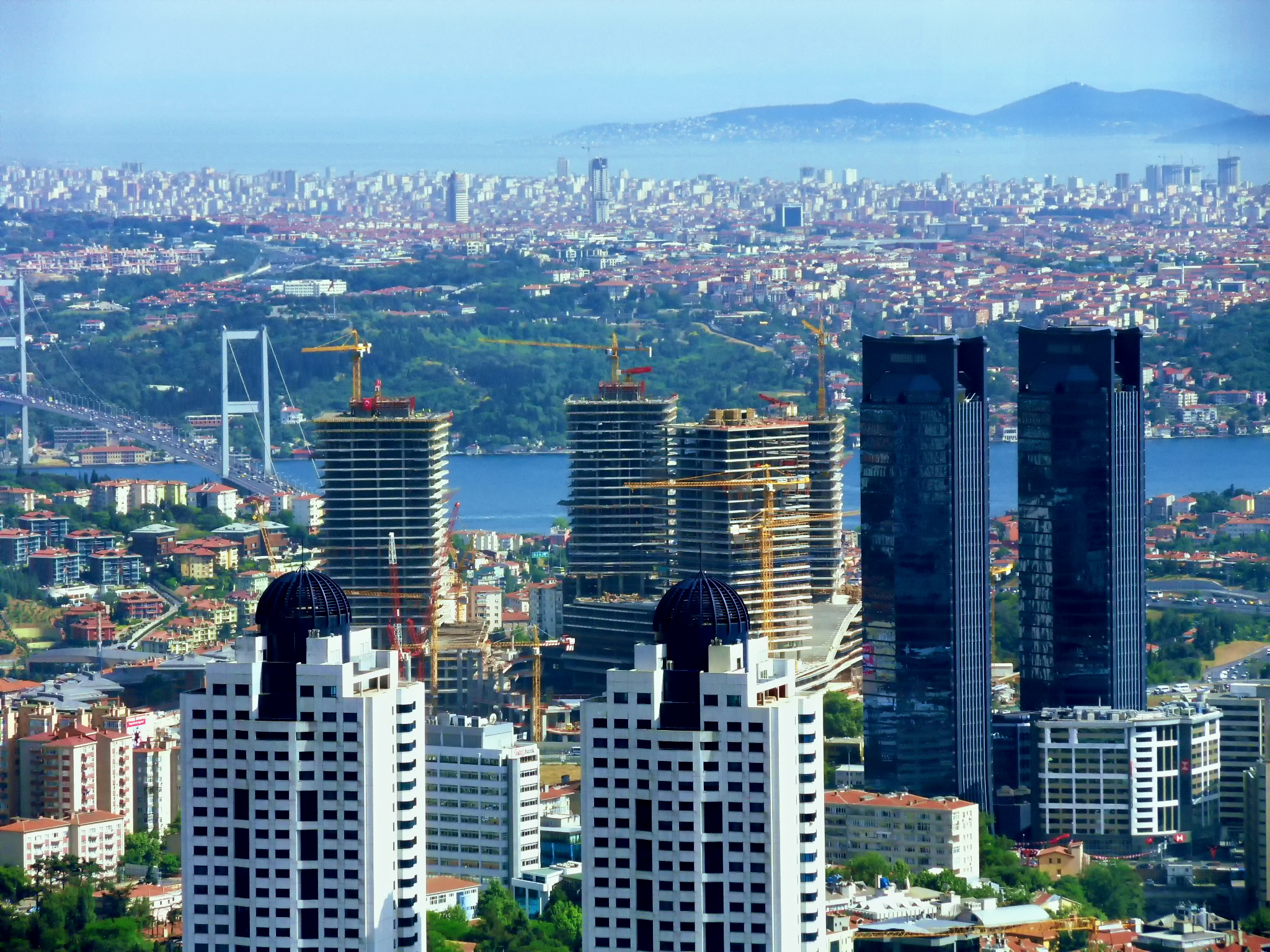
Quartier de Levent, en plein développement dans la périphérie d'Istanbul.
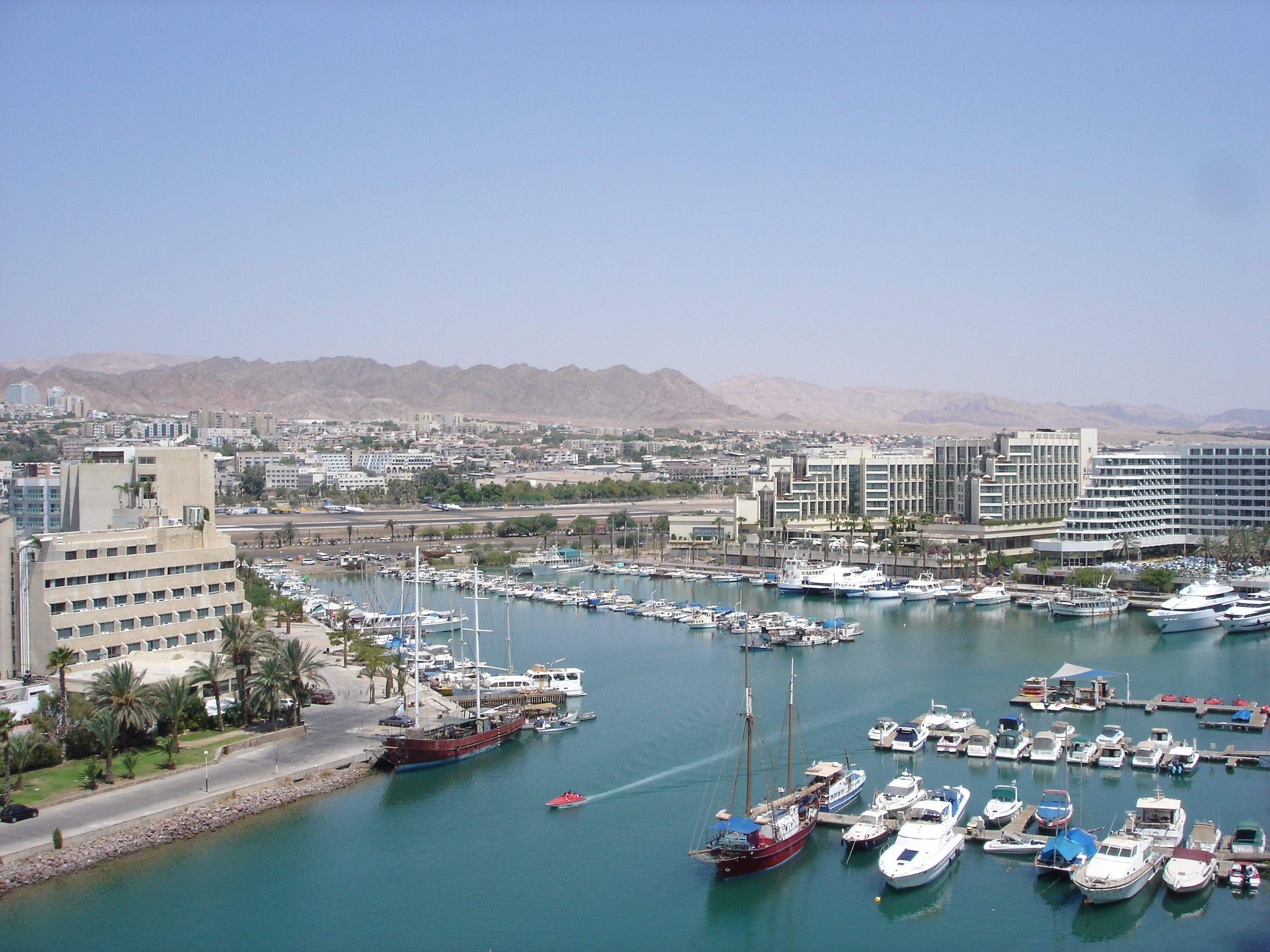
La marina d'Eilat, cité balnéaire dans le golfe d'Aqaba.
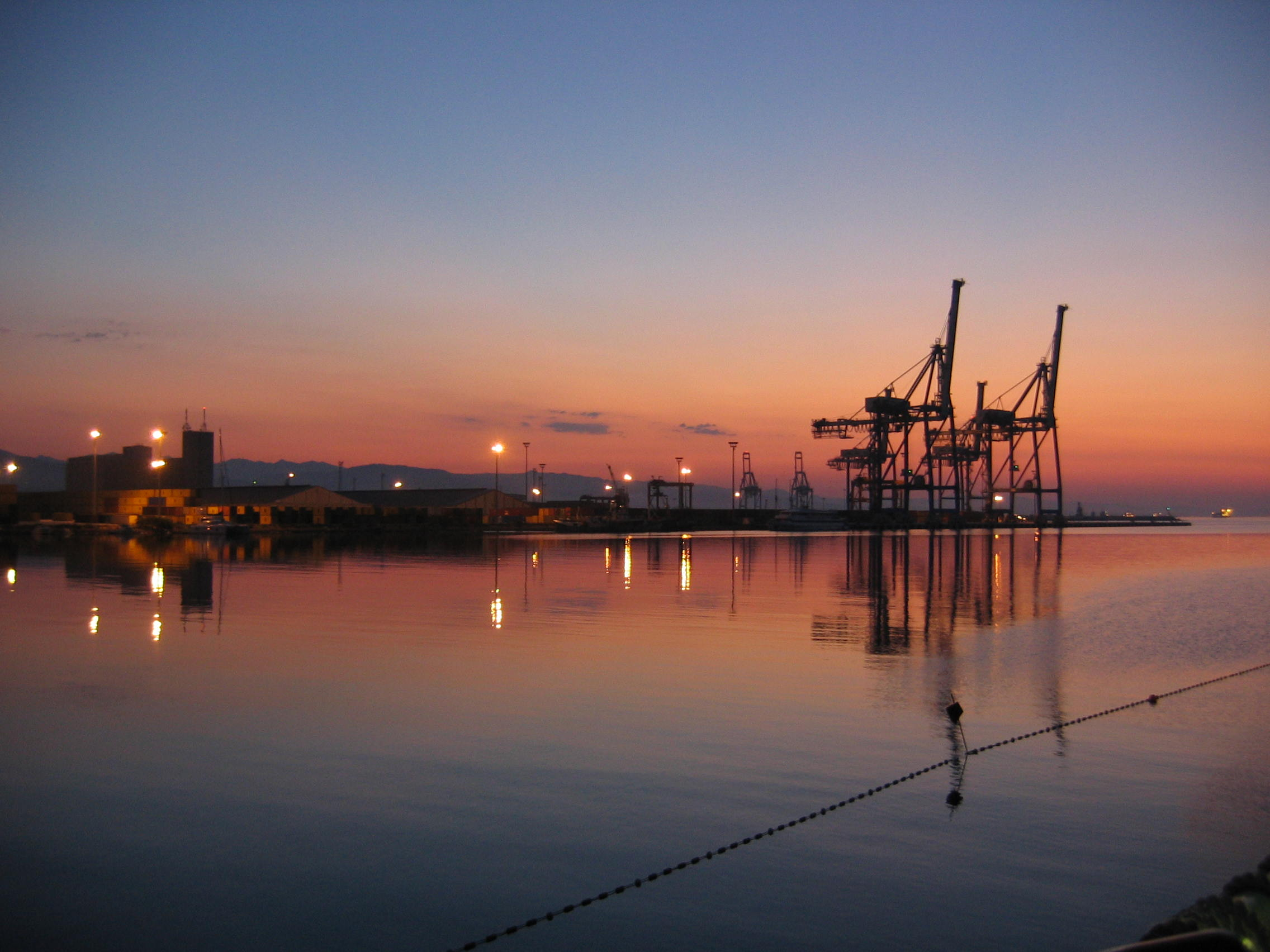
Port de Limassol, dans la partie européenne de l'île de Chypre.
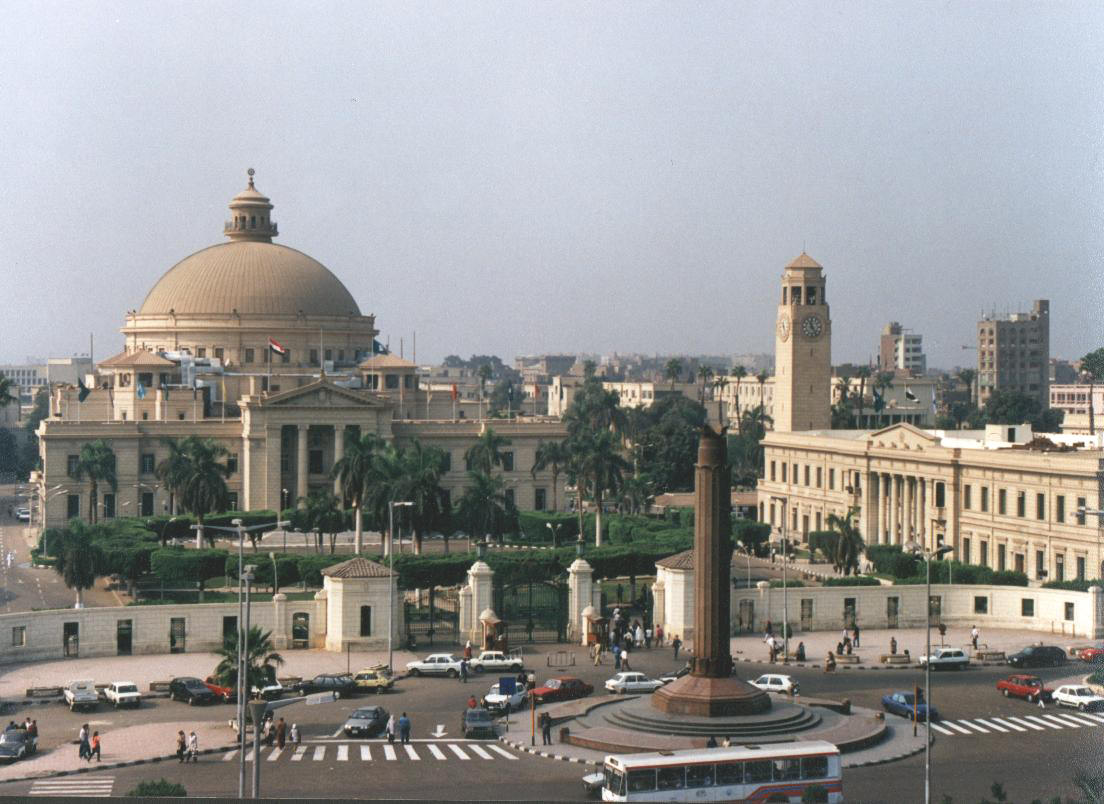
L'université du Caire, située à Gizeh, face à la vieille ville.
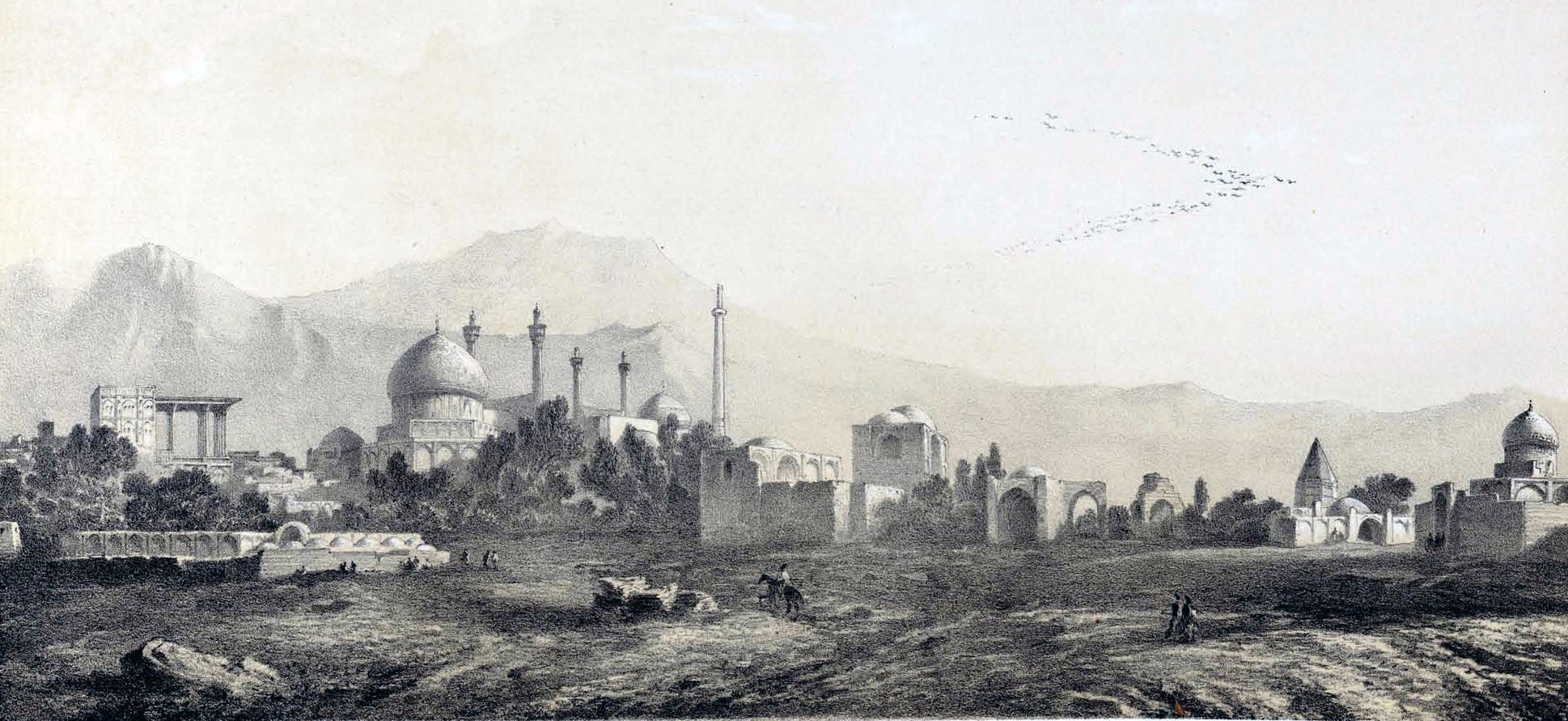
Dessin d'Ispahan, l'ancienne capitale des Séfévides.
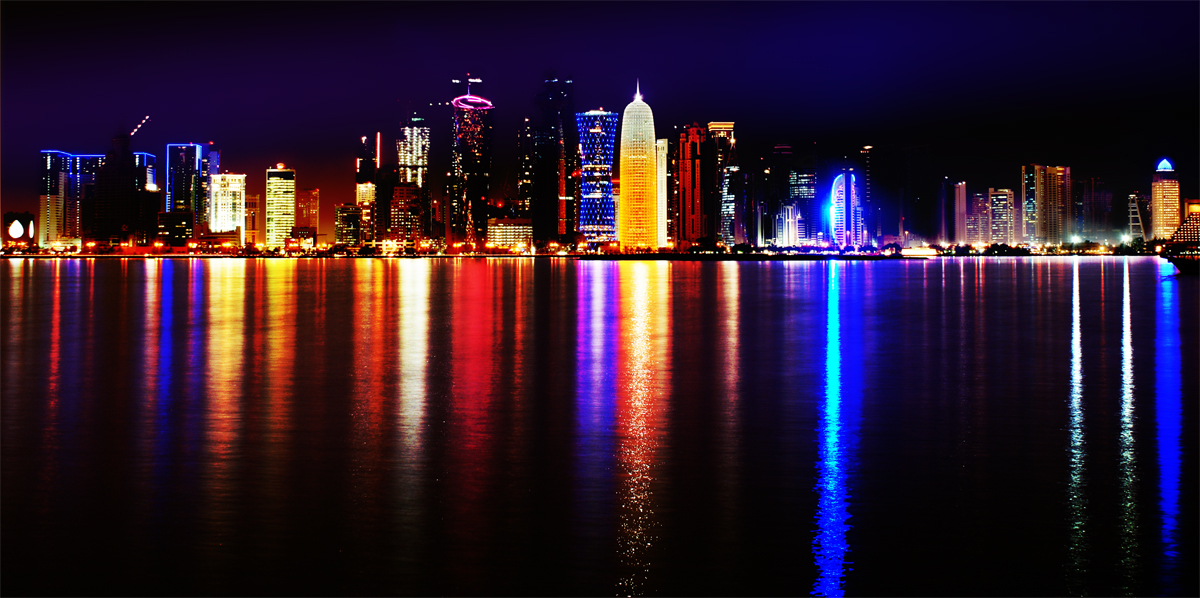
Vue de la baie de Doha, au Qatar.

### Assimilation culturelle
Le terme de Moyen-Orient définit une aire culturelle, donc il ne délimite pas de frontières précises. Généralement, on inclut les civilisations arabe, turque, perse, kurde et des minorités régionales telles que les juifs ou les chypriotes.
Les pays africains comme ceux du Maghreb — l'Algérie, la Libye, le Maroc et la Tunisie — ou d'autres comme le Soudan, la Mauritanie et ceux de la Corne africaine — la Somalie, l'Éthiopie, l'Érythrée et Djibouti — sont liés au Moyen-Orient du fait de leurs fortes associations culturelles, historiques et commerciales avec cette région. Chypre, bien que géographiquement périphérique ou proche du Moyen-Orient, se considère elle-même comme faisant culturellement partie de l'Europe. L'Iran est la frontière est.

## Histoire
(novembre 2022).
C'est le lieu de naissance et le centre spirituel des religions monothéistes que sont le judaïsme, le christianisme, l'islam, la babisme et le bahaïsme. De nombreuses civilisations et nations (seldjoukides, arabes, ottomans…) ont vu le jour autour du Croissant fertile, qui constitue la première zone peuplée au Moyen-Orient et probablement la région originelle de l'agriculture de l'Eurafrasie.
De très nombreuses cultures se sont croisées au fil des siècles ; indigènes, tels que les Perses ou les Arabes ; mais également étrangères, tels que les Grecs d'Alexandre de Macédoine, les croisés ou les colons européens à partir du XIXe siècle.
Au début du XXe siècle, la découverte de quantités considérables de pétrole (plus de la moitié des réserves mondiales de pétrole se trouvent dans le sous-sol du Moyen-Orient) a placé le Moyen-Orient au cœur de la géopolitique mondiale du pétrole et permit le développement des Émirats pétroliers (Émirats arabes unis, Qatar…). Cet espace est aussi témoin de guerres d'ordre territorial (conflit israélo-arabe, guerre Iran-Irak) et de nombreuses tensions liées directement et indirectement à l'extraction du pétrole et des matières premières dans la région (guerre du Golfe).
En novembre 1956, les troupes britanniques, françaises et israéliennes menèrent une guerre contre l'Égypte à la suite de la nationalisation du canal de Suez. Les États-Unis profitèrent des problèmes financiers du Royaume-Uni pour condamner l'opération et supplanter Londres comme puissance dominante au Moyen-Orient, alors qu’une vague d'agitation antibritannique gagnait toute la région. Celle-ci aboutit en 1958 au renversement de la monarchie irakienne, soutenue par les Britanniques. Les États-Unis poursuivirent la politique britannique en s'appuyant sur des régimes alliés (Arabie saoudite, Turquie, Jordanie, Israël, etc.). Ils fournirent à Israël plus d'aide qu'à aucun autre État au monde et favorisèrent des changements de régime dans certains pays, notamment en Iran lors de l'opération Ajax.
Le Moyen-Orient demeure un espace de tensions (parfois appelé « poudrière du Moyen-Orient »), mais qui a vu se développer les relations entre ses nations constituantes depuis les années 1970 (OPAEP, Ligue arabe, Grande zone arabe de libre-échange, etc.).

## Structures sociales et politiques
Durant plusieurs siècles la majeure partie du Moyen-Orient fut successivement gouvernée par les Califats Omeyyade et Abbasside, puis à partir de 1517 par l'Empire ottoman. À la suite de la défaite des ottomans lors de la Première Guerre mondiale, les puissances européennes redessinèrent les frontières régionales en fonction de leurs intérêts géopolitiques, économiques et stratégiques, sans prendre en compte les réalités ethniques, tribales et religieuses locales. Cette approche facilita, selon certains observateurs, l’application de la stratégie du « diviser pour mieux régner ».
Le Royaume-Uni a participé à la création ou au tracé des frontières de nombreux pays du Moyen-Orient, notamment la Jordanie, l’Irak, les Émirats arabes unis, l’Iran, l’Égypte, le Yémen, le Sultanat d’Oman, le Qatar, le Koweït, le Bahreïn (et plus à l’est, le Pakistan et l’Afghanistan). La France a créé ou influencé la formation de la Syrie et du Liban.
Ces États nouvellement constitués regroupaient souvent des communautés ethniques, religieuses et tribales très diverses, souvent peu enclines à coexister pacifiquement, ce qui a contribué à l’instabilité persistante de la région. Ainsi, l’Arabie saoudite fut unifiée par la force par Abdelaziz ibn Saoud en 1927, à partir des royaumes du Hedjaz et du Nejd, avant d’être officiellement renommée Arabie saoudite en 1932 .
Dans l’ensemble de la région, le concept d’État-nation reste relativement faible. L’identité religieuse, tribale et clanique prévaut souvent sur l’identité nationale, notamment parce que de nombreux États ont été créés artificiellement. La loyauté dans la société moyen-orientale s’organise selon un ordre hiérarchique : la famille immédiate, le clan (hamula), la tribu, puis le groupe ethnique.
Ce modèle se reflète dans l’ascension de plusieurs dirigeants contemporains, comme Saddam Hussein (Irak), Hafez el-Assad (Syrie) ou Mouammar Kadhafi (Libye), qui ont tous maintenu leur pouvoir en s’appuyant principalement sur les membres de leur tribu ou de leur localité d’origine.
Plusieurs entités politiques de la péninsule Arabique sont dirigées par des familles-clans ayant donné naissance à des États ou des émirats. En Arabie saoudite, le pouvoir est détenu par la famille Al Saud. Le Koweït est dirigé par la famille Al Sabah ; le Bahreïn par la famille Al Khalifa ; et le Qatar par la famille Al Thani. Les Émirats arabes unis se composent de plusieurs émirats gouvernés chacun par une dynastie : Abou Dabi par la famille Al Nahyan, Dubaï par les Al Maktoum, Ajman par les Al Nuaimi, Fujaïrah par les Al Sharqi, Ras el-Khaïmah et Charjah par deux branches distinctes de la famille Al Qasimi, et Oumm al-Qaïwaïn par la famille Al Mualla.
Seuls la Turquie et l’Égypte sont des exemples notables dans la région où, de manière générale, la loyauté envers l’État-nation prime sur les affiliations tribales ou claniques.

## Économie
Si la production et l'exportation de pétrole constitue toujours largement, la première source de richesse du Moyen-Orient, elle ne doit pas occulter le fait que d'autres sources de richesses ont permis le développement de certains pays sans engendrer de dépendance vis-à-vis de l'or noir. Des pays comme Israël, le Liban ou Chypre ont ainsi appuyé leur développement sur d'autres activités telles que le commerce, l'agriculture, les matières premières. D'autre part, phénomène plus récent, les pétrodollars sont réinvestis via des fonds privés et publics arabes dans la finance et l'économie internationale.
Pour la majorité des pays de l'Organisation des pays arabes exportateurs de pétrole du Moyen-Orient, le pétrole, et plus largement les hydrocarbures, génèrent à la fois de la richesse, du travail, des investissements de l'étranger, une force géopolitique et un gage de puissance sur la scène internationale. À titre d'exemple, 45 % des recettes publiques de l'Arabie saoudite, 55 % de son PIB et 90 % de ses exportations sont directement ou indirectement liés à l'exploitation de ses gisements pétroliers.
Ces dernières années, la plupart des pays de la région ont entrepris des efforts pour diversifier leur économie, Abu Dhabi Investment Authority est aujourd'hui le plus gros fonds souverain mondial ; il gère 875 milliards de dollars et est chargée d'investir les revenus pétroliers de l'émirat d'Abu Dhabi à travers le monde pour les faire fructifier.
D'autres pays arabes ont également choisis de réinvestir leurs revenus pétroliers directement sur leur propre territoire, ainsi des projets architecturaux, parfois gigantesques, tels que les « Palm Islands », le Burj Khalifa ou la Dubaï Marina à Dubaï. Ces investissements nationaux et internationaux visent à développer des activités non-dépendante du pétrole et à préparer les pays du golfe à l'après pétrole ; les placements et les investissements réalisés représentent une rente et une occasion de développer les activités tertiaires au sein des pays développés et ouverts aux étrangers de la péninsule Arabique (Bahreïn, Émirats arabes unis, Koweït, Qatar).

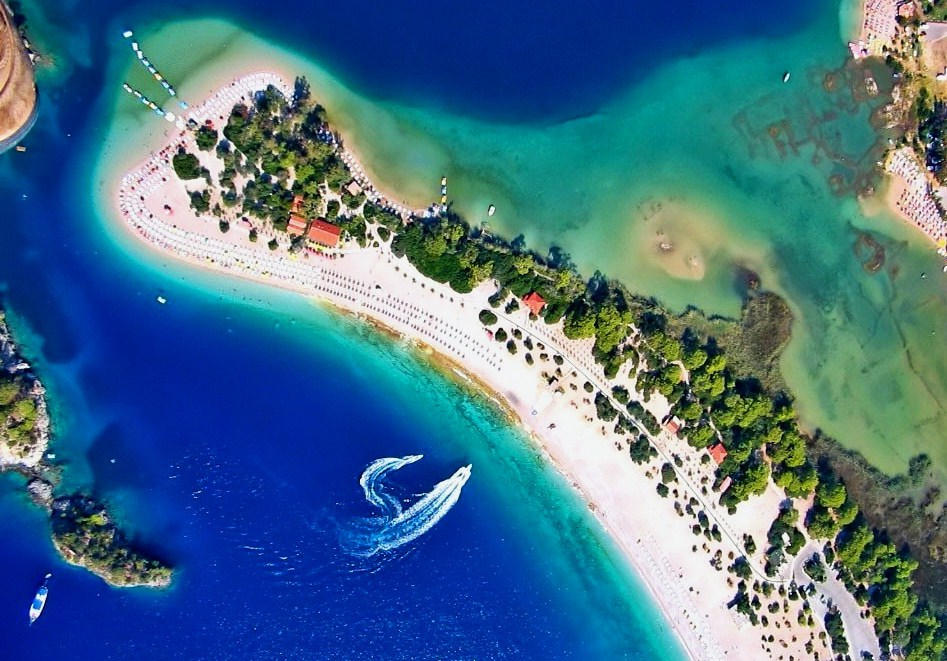
Tourisme en Turquie à Ölüdeniz.

La Turquie, l'Égypte, Israël, Chypre et le Liban bénéficient de facteurs favorables au développement du tourisme en provenance d'Europe et d'Amérique du Nord, les sites touristiques, culturels et historiques, l'héliotropisme et les investissements réalisés pour développer les activités touristiques ont permis de rendre cette région parmi les plus attractives de la planète[réf. souhaitée].
L'agriculture occupe toujours une place prépondérante dans l'emploi de la population active de certains pays moyen-orientaux ; le Croissant fertile (Irak, Syrie, Liban), le Nil en Égypte, ou encore le développement des kibboutzim et moshavim en Israël ont permis d'assurer la sécurité alimentaire nécessaire au développement économique des pays méditerranéens ; avant de développer les activités de services.
Les activités commerciales et financières ont également pris un essor important, grâce aux voies de navigations aisément contrôlables (mer de Marmara en Turquie et canal de Suez en Égypte) et à l'importance des activités d'import-export de marchandises, notamment de matières premières, de pièces détachées et de produits manufacturés, en provenance d'Asie de l'Est, d'Asie du Sud-Est, d'Inde et du Moyen-Orient et à destination de l'Union européenne et de l'Amérique du Nord.
Les inégalités de revenus sont très élevées au Moyen-Orient. En 2016, les 10 % les plus riches disposaient de 63 % des revenus nationaux.

## Religions
La religion au Moyen-Orient est considérée comme très importante dans la majorité des civilisations qui peuplent cette région de l’Asie. Mais au-delà des trois grandes religions monothéistes et de leurs confessions respectives issues de la tradition abrahamique, de nombreuses autres religions se sont développées depuis l’Antiquité dont certaines sont encore pratiquées au XXIe siècle. Le Moyen-Orient constitue le berceau de religions pratiquées par plus de trois milliards de personnes sur la planète, il est donc très important d'un point de vue historique et culturel et son rôle de carrefour des civilisations entre Asie, Afrique et Europe attire chaque année de nombreux fidèles en pèlerinage. Étroitement mêlée à la politique, la religion est aussi un des facteurs les plus structurants de la géopolitique du Moyen-Orient au XXIe siècle.

## Langues
Les cinq langues les plus parlées sont l'arabe, le turc et le persan suivis de loin par le kurde et l'hébreu. L'arabe et l'hébreu représentent la famille des langues afro-asiatiques. Le persan et le kurde appartiennent à la famille des langues indo-européennes. Le Turc appartient à la famille des langues turques. Environ 20 langues minoritaires sont également parlées au Moyen-Orient.
Environ 400 000 élèves étudient dans les établissements catholiques francophones au Moyen-Orient.

## Culture
Le Moyen-Orient est au carrefour de cultures parmi les plus anciennes et les plus développées au monde. Que ce soit la culture des populations arabes, turques, perses, kurdes, juives, phéniciens, ou celles du judaïsme, du christianisme et de l'islam, leur sécularité a conduit à leur formidable développement qui représente aujourd'hui un attrait pour les touristes du monde entier,. De nombreux sites archéologiques, constructions, ou sites naturels sont ainsi classés au Patrimoine mondial moyen-oriental, répartis autour des nombreuses aires urbaines qui se sont progressivement développées.

Patrimoine au Moyen-Orient
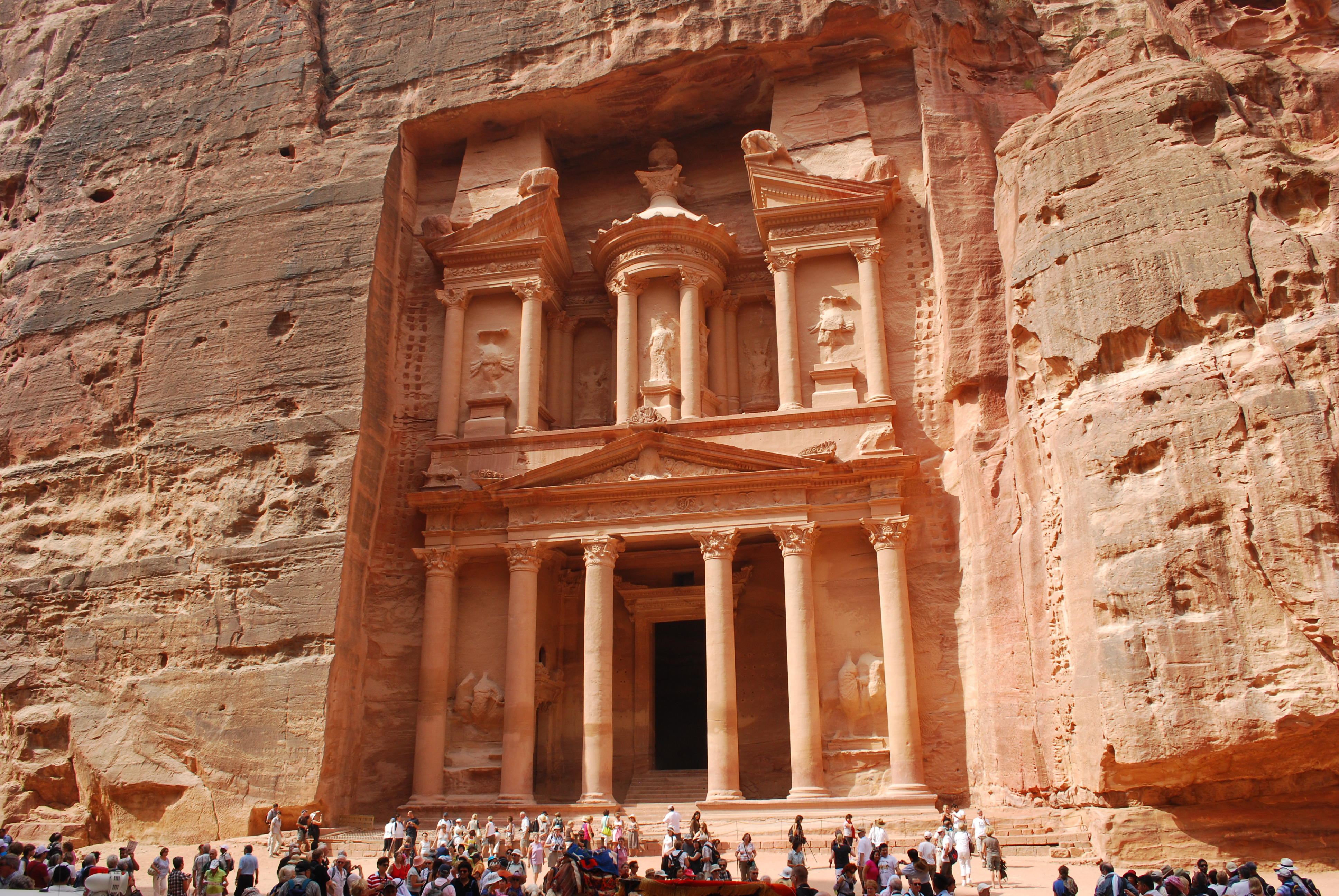
La Khazneh, cœur de la cité antique de Pétra en Jordanie.
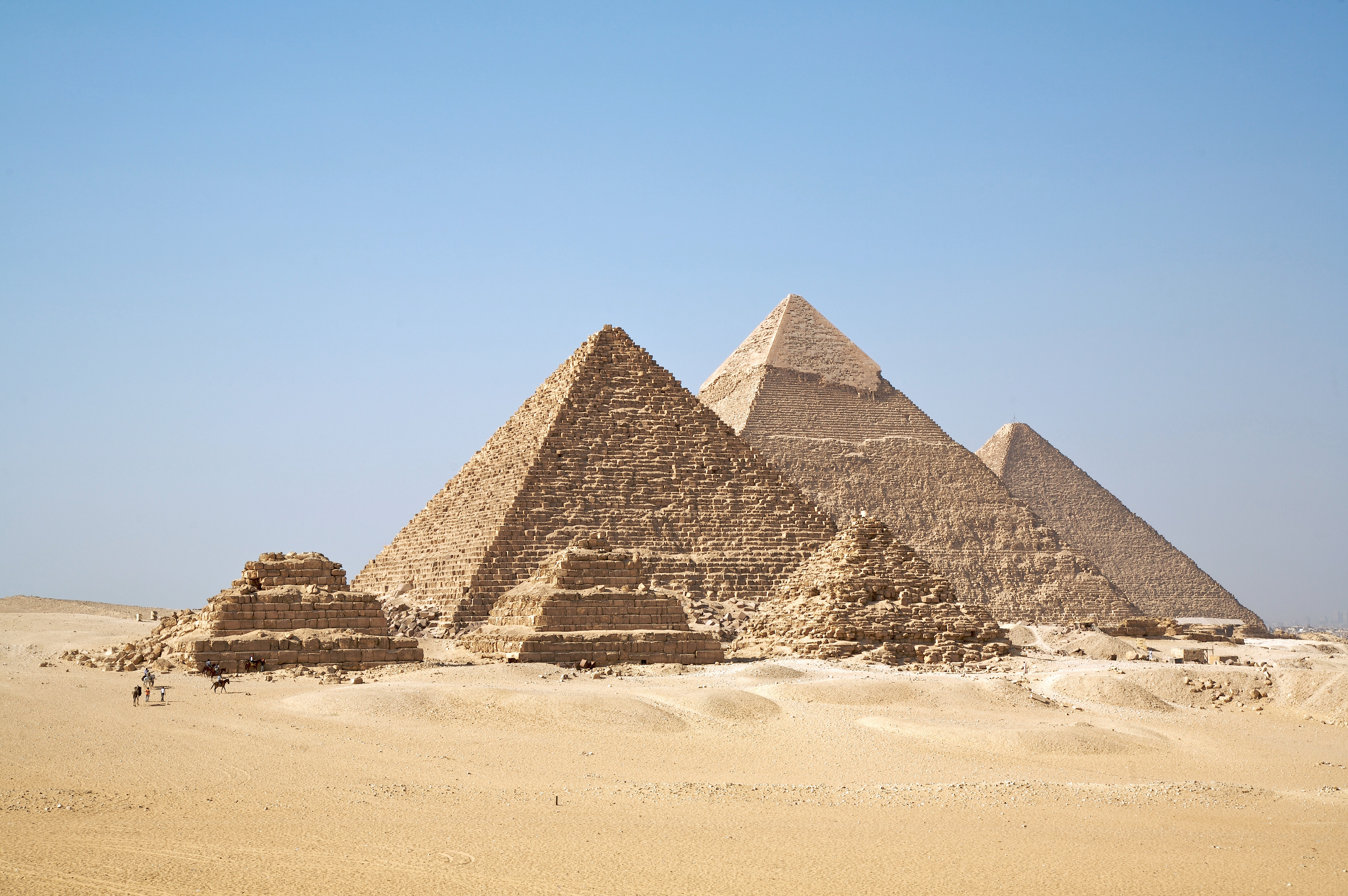
Les pyramides de Gizeh, à proximité de la mégalopole du Caire.
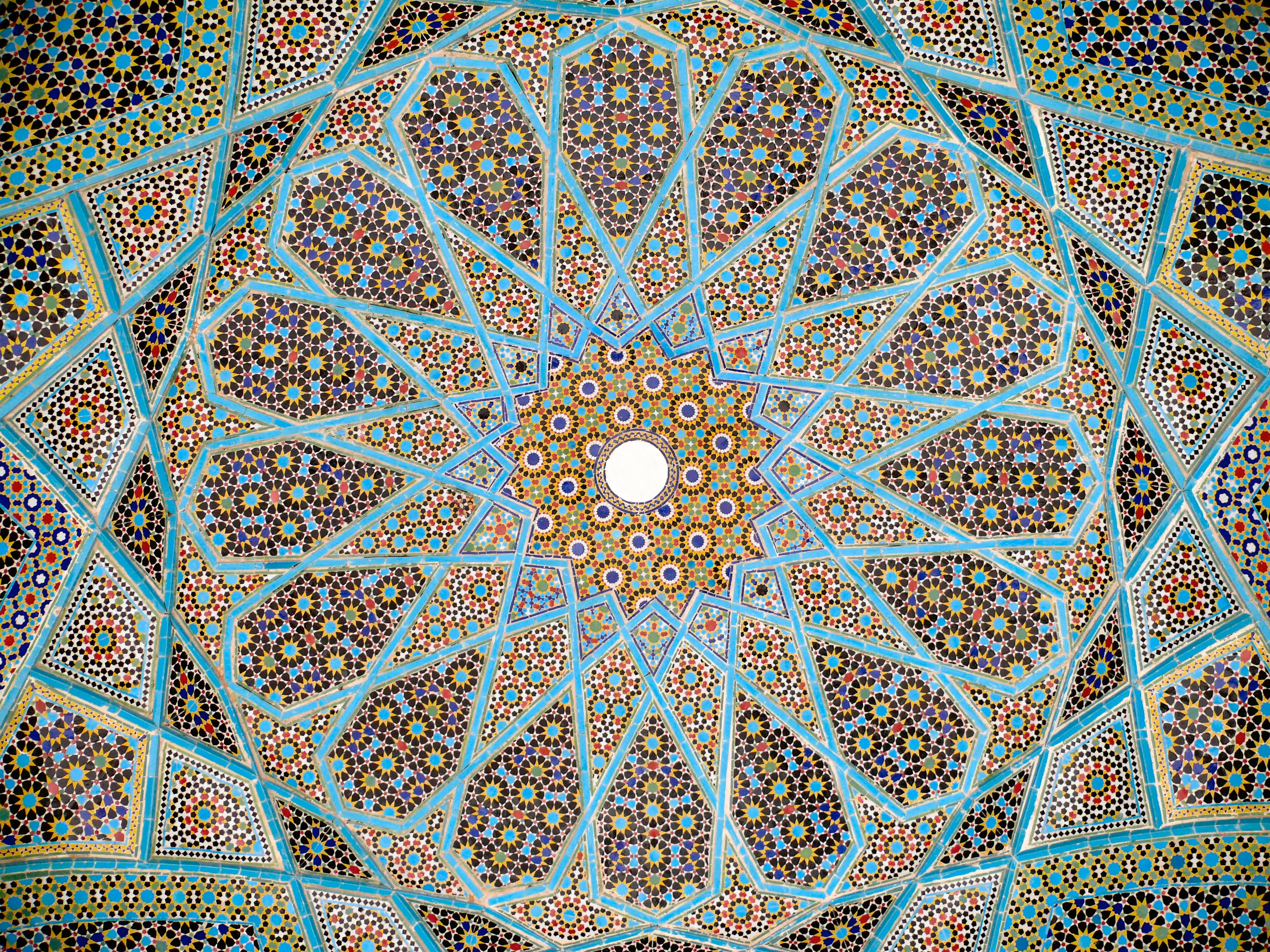
Plafond de la tombe du poète Hafez en Iran ; représentatif de l'art persan.
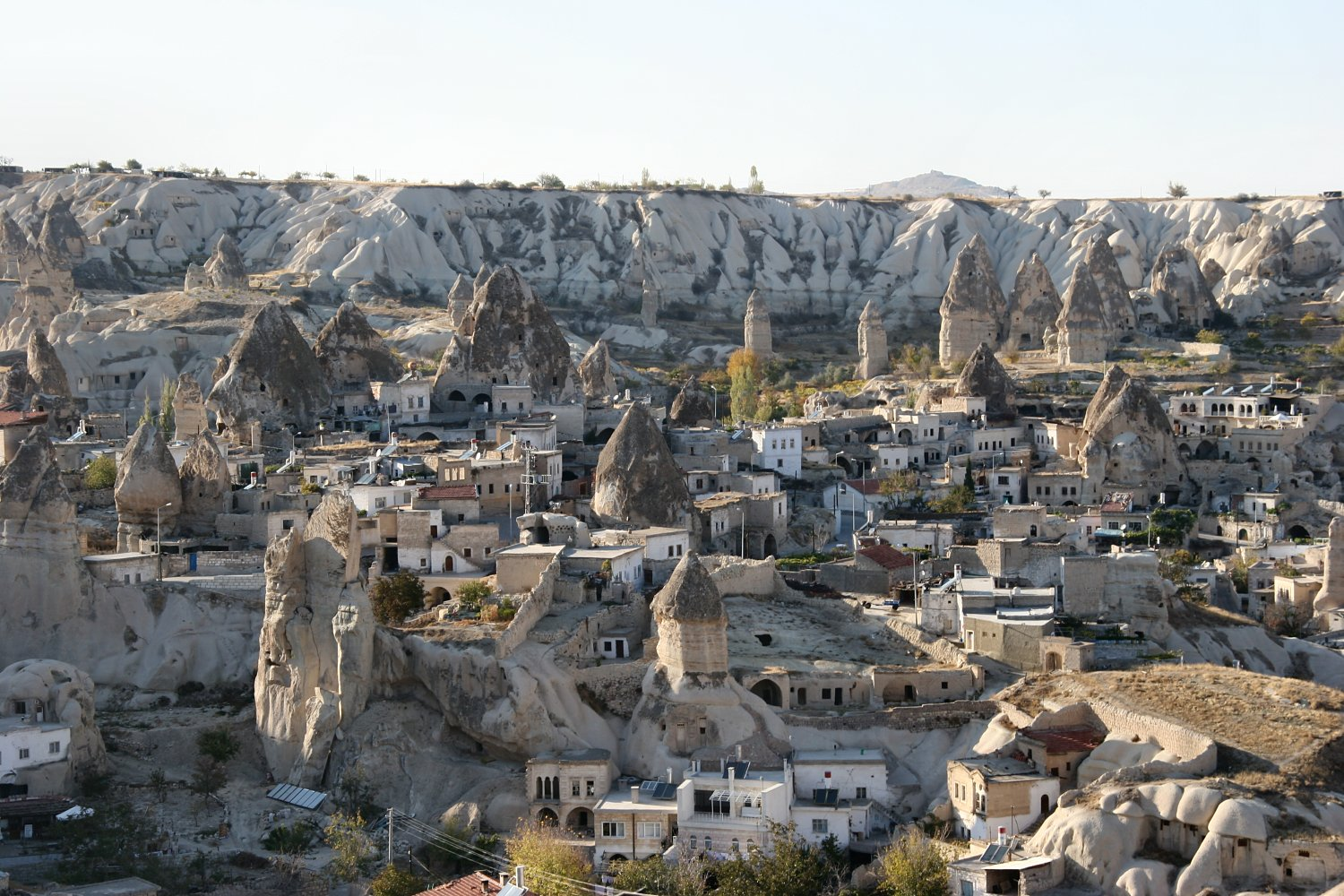
La vallée de Göreme et ses cheminées de fée dans le parc national de Göreme en Cappadoce.
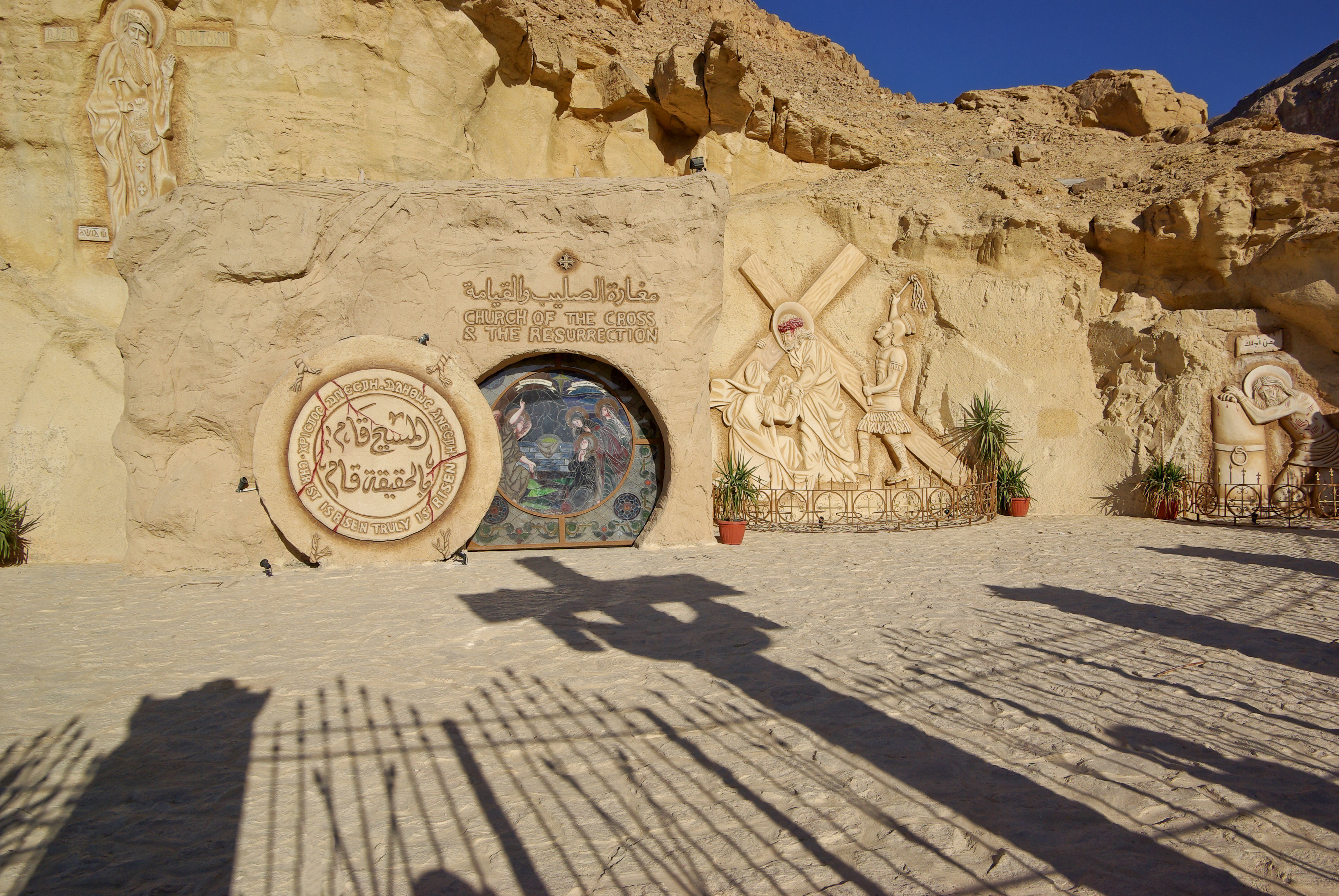
Monastère Saint-Antoine, copte orthodoxe en Égypte.
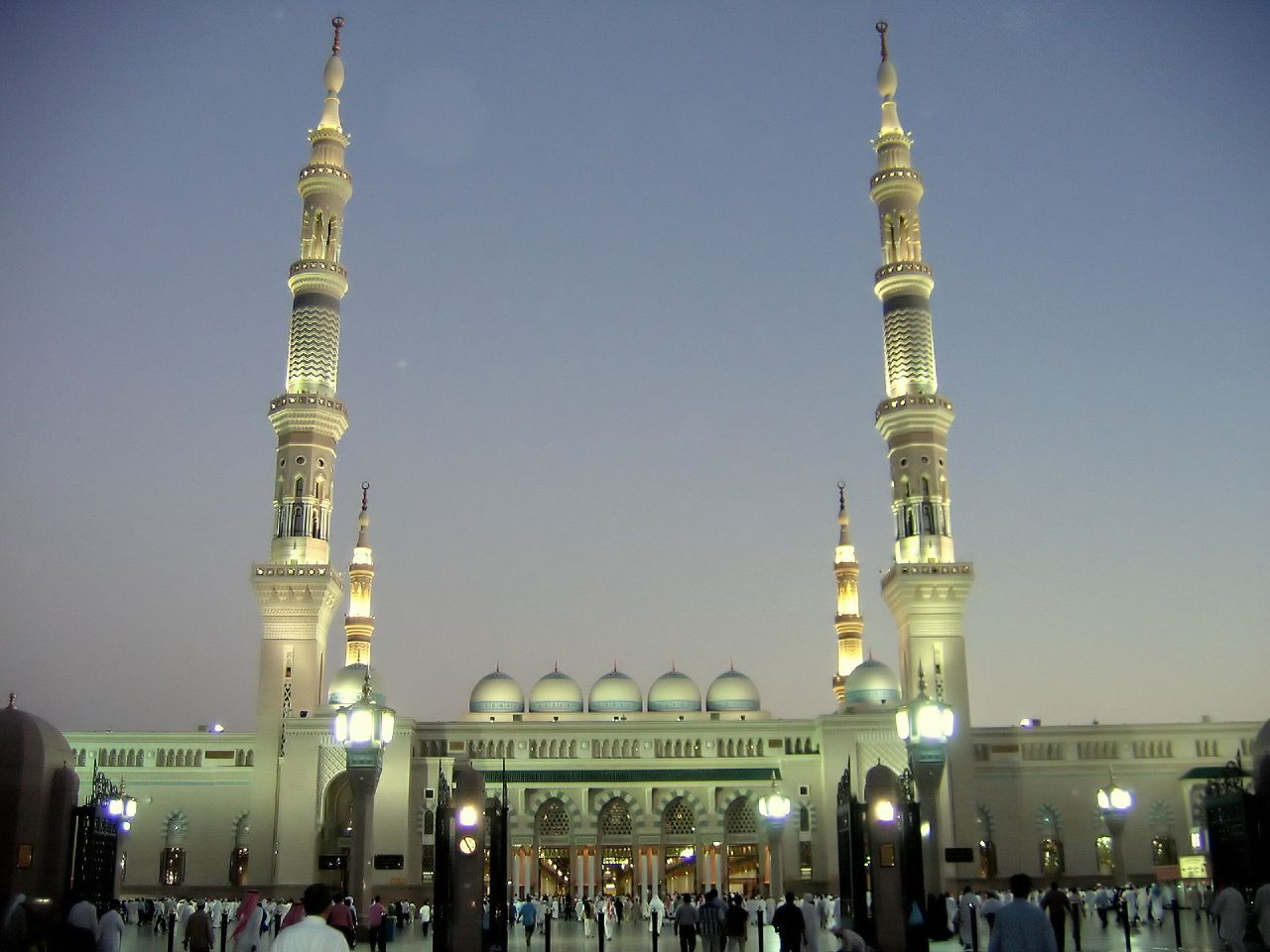
Masjid al-Nabawi à Médine.
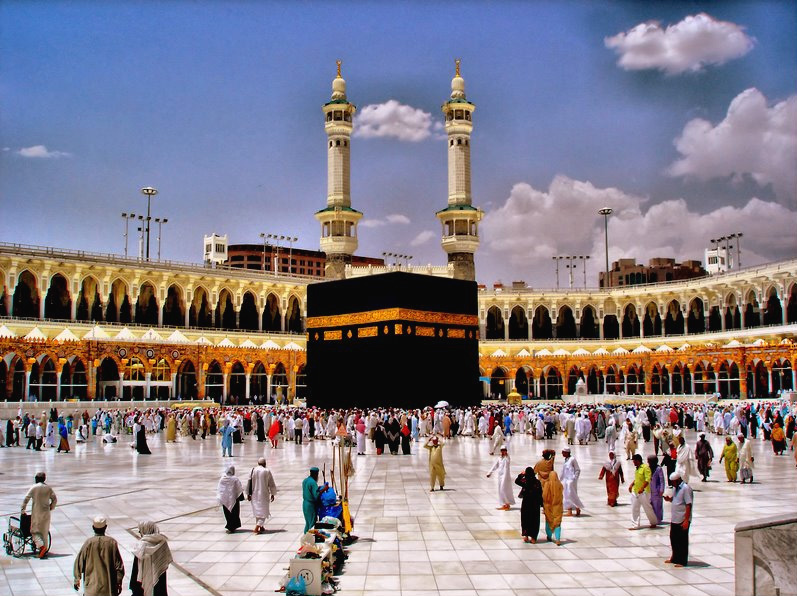
La Kaaba à La Mecque.
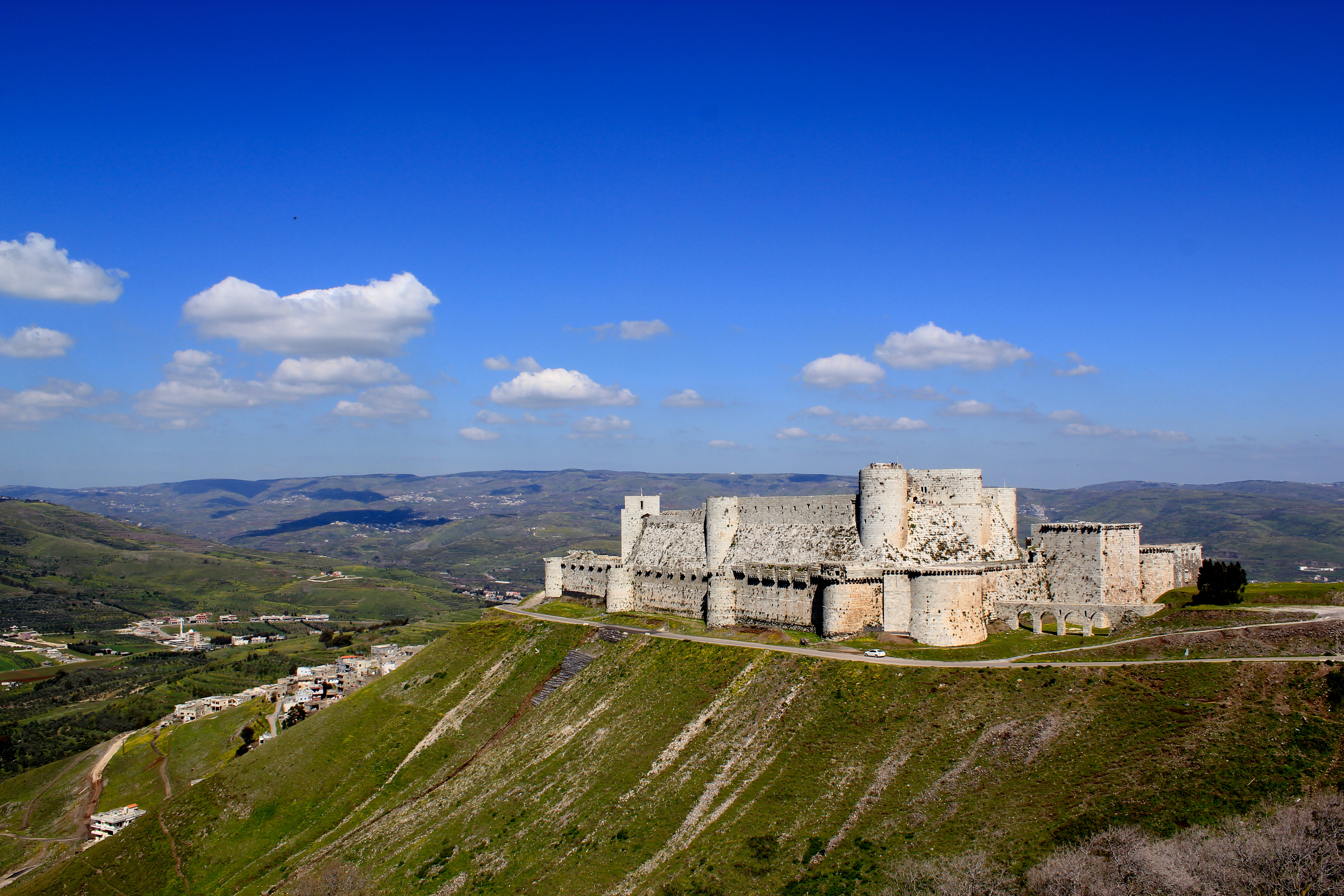
Le Krak des Chevaliers dans l'ouest de la Syrie.
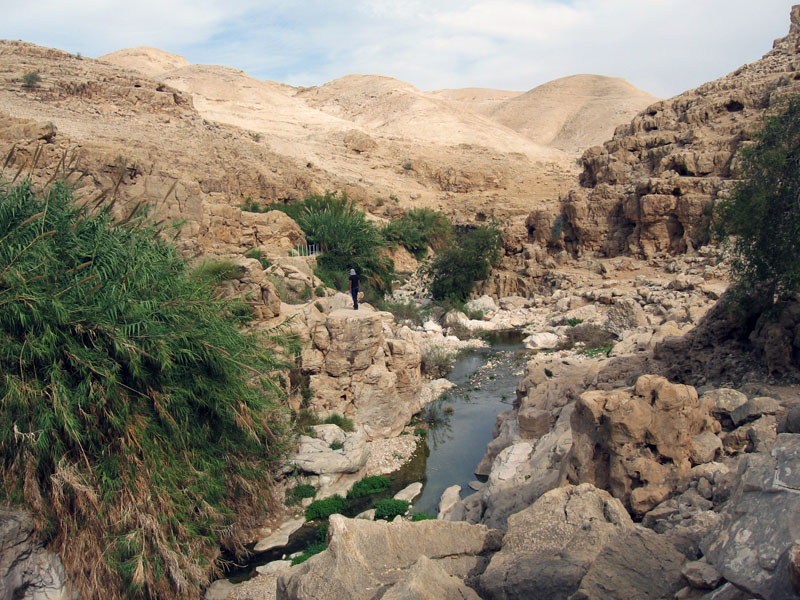
Oasis près de Jéricho dans le désert de Judée.
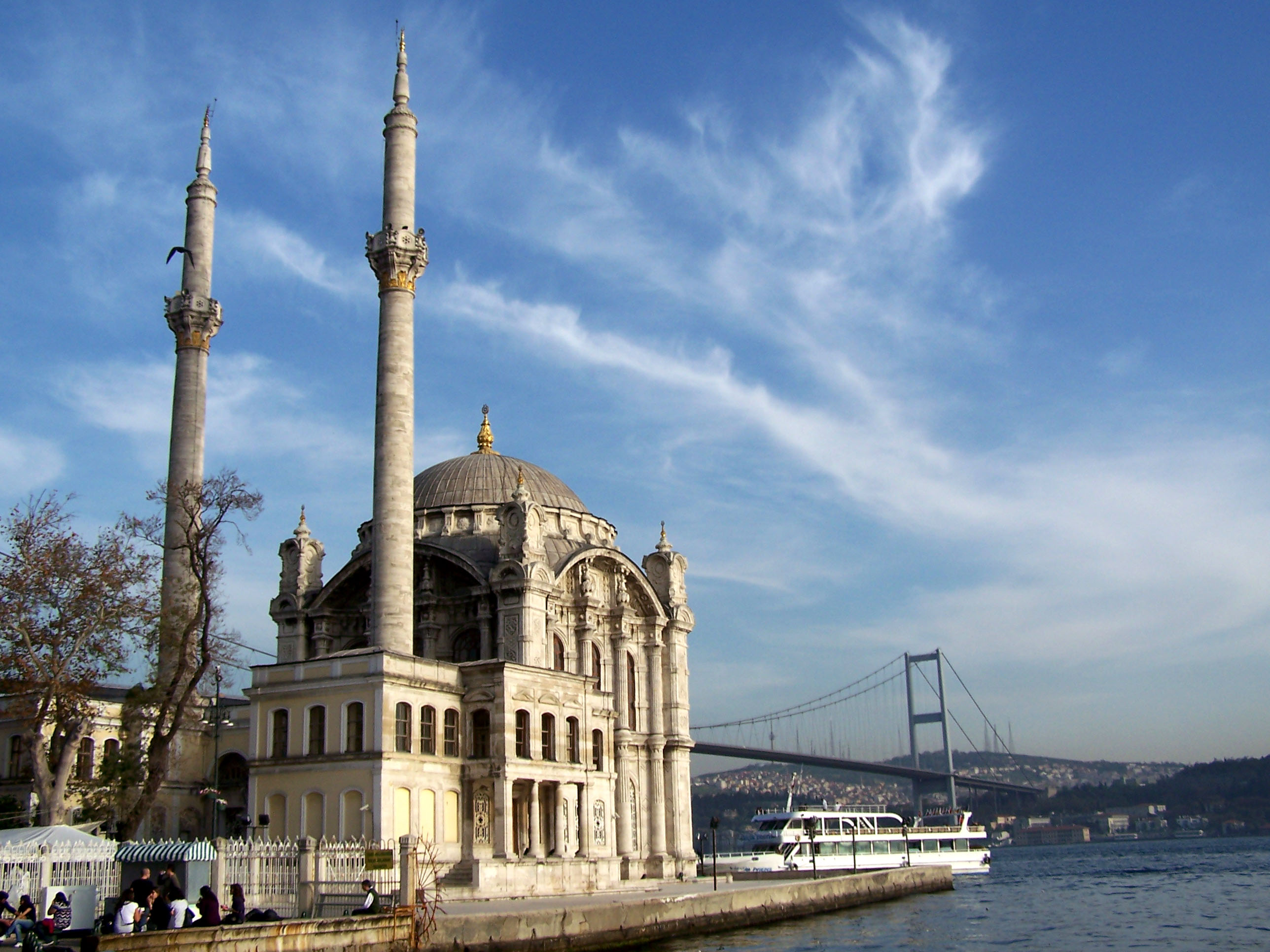
La mosquée d'Ortaköy et le pont des Martyrs du 15-Juillet sur le Bosphore.

## Droits de l'homme

### Yémen
Le 30 juin 2020, une organisation des droits de l'homme dénonce l'ampleur de la torture et des décès dans les centres de détention non officiels du Yémen. Les Émirats arabes unis et les forces saoudiennes sont responsables de certains des traitements les plus choquants des prisonniers, y compris la pendaison à l'envers pendant des heures et des tortures sexuelles telles que la brûlure des organes génitaux

### Égypte
Le 29 septembre 2019, Mohamed El-Baqer est arrêté en Égypte alors qu'il représente son client Alaa Abdel Fattah. Mohamed El-Baqer est emprisonné en détention provisoire pendant 639 jours sur des accusations de faux. Au 21e mois de sa captivité, l'observatoire de la protection des défenseurs des droits de l'homme exige à nouveau sa libération immédiate et inconditionnelle, ainsi que la fin de toute persécution des défenseurs des droits de l'homme en Égypte.
Le 25 novembre 2021, une enquête d'Amnesty International révèle que les autorités égyptiennes sont complices dans une répression permanente de dizaines d'employés industriels qui ont suivi une grève pacifique en été pour exiger un salaire équitable. Environ 2 000 employés de LORD International, un fabricant de lames de rasoir égyptien à Alexandrie, ont participé à la grève. La direction de LORD a répondu en lançant une campagne de représailles qui a entraîné le licenciement injustifié de 64 travailleurs et la suspension de 83 autres, ainsi que des coupes de salaire, des interrogatoires forcées et des menaces.
Le 24 novembre 2022, selon Human Rights Watch, des réfugiés se trouvent en grand nombre dans des quartiers défavorisés du Caire, de Gizeh et d'autres lieux où le taux de criminalité est élevé ; les femmes et les filles réfugiées y sont particulièrement exposées aux agressions, du fait de leur statut d'étrangères, de leur dénuement économique et de leur genre.

## Géopolitique régionale
Le Moyen-Orient occupe une situation stratégique entre l'Europe, l'Asie et l'Afrique. Cette situation géographique suffit déjà pour qu'il soit au XXIe siècle un carrefour des échanges maritimes et aériens mondiaux. De plus, le Moyen-Orient est depuis la deuxième moitié du XXe siècle devenu la région au monde la plus importante de production d'hydrocarbures. En troisième lieu, l'augmentation du prix des hydrocarbures a depuis 1973 généré des ressources financières considérables dans plusieurs États du Moyen-Orient dont l'emploi est devenu un levier économique majeur dans le monde. Il résulte de ces différents facteurs que la géopolitique du Moyen-Orient occupe au XXIe siècle une place stratégique dans la géopolitique mondiale, avec pour conséquences une influence et une présence étrangères fortes, ainsi que la recherche à tout prix de la stabilité et de la sécurité. Ainsi cette région est un enjeu de la géopolitique des grandes puissances dans leur ensemble et plus particulièrement des États-Unis depuis la Seconde Guerre mondiale et de la Chine depuis le début de ce siècle.
Le Moyen-Orient n'est pas dominé par une seule grande puissance régionale, ni même régi politiquement par un duopole. Quatre États ont des ambitions de domination régionale, deux sont arabes l'Arabie saoudite et l'Égypte, mais deux sont issus de l'empire perse, l'Iran, ou de l'empire ottoman, la Turquie. Un cinquième État, Israël, par ses alliances, sa puissance militaire et économique compte parmi les acteurs principaux de la géopolitique régionale.
À entendre les attaques verbales entre l’Arabie saoudite et l’Iran, les observateurs se demandent toujours si les deux grandes puissances du Moyen-Orient en arriveraient à se déclarer une guerre ouverte. Impossible reste la réponse la plus censée, considérant les enjeux politiques et économiques en place. Alors, dans une logique de guerre froide, Riyad et Téhéran évoquent leur droit à l’arme nucléaire.

### Coopérations régionales
Les initiatives de rapprochement de deux ou plusieurs États menées au cours de la seconde moitié du XXe siècle ont échoué, à l'exception de la constitution des Émirats arabes unis qui regroupent depuis 1971 dans un État fédéral sept émirats parmi lesquels Abou Dabi et Dubaï. En revanche, les organisations régionales dans les domaines politique, économique et militaire fondées durant le XXe siècle continuent d'être les cadres de coopération institutionnelle de référence dans la région. Elles sont cependant loin d'être des organisations régionales aussi structurées et influentes que le sont l'Union européenne et l'Alliance atlantique dans le monde occidental.

#### Ligue arabe
La Ligue arabe, officiellement Ligue des États arabes (arabe : جامعة الدول العربية), est une organisation régionale à statut d'observateur auprès de l'Organisation des Nations unies. Elle fut fondée le 22 mars 1945 au Caire, par sept pays et compte aujourd'hui vingt-deux États membres. L'organisation de la Ligue arabe repose sur quatre organismes principaux : le sommet des chefs d'État, le Conseil des ministres, les comités permanents et le Secrétariat général dirigé par Nabil el-Arabi depuis 2011. De plus, divers organismes ont été créés en application de traités qui complètent le pacte de 1945 et plusieurs agences spécialisées travaillent en étroite collaboration avec elle.

#### Conseil de coopération du golfe
Le Conseil de coopération des États arabes du Golfe (arabe : مجلس التعاون لدول الخليج) ou Conseil de coopération du Golfe (CCG) (arabe : مجلس التعاون الخليجي) est une organisation régionale regroupant au départ six pétromonarchies arabes et musulmanes du golfe Persique : l'Arabie saoudite, Oman, le Koweït, Bahreïn, les Émirats arabes unis et le Qatar.
Dans le contexte des révolutions arabes du début 2011, les royaumes du Maroc et de Jordanie sont en cours d'adhésion,.

#### Organisation de la coopération islamique
L'Organisation de la coopération islamique (arabe : منظمة التعاون الإسلامي, turc : İslam İşbirliği Teşkilatı) est une organisation intergouvernementale créée le 25 septembre 1969 sous le nom d'Organisation de la conférence islamique qui regroupe 57 États membres. Cette organisation dont le siège est situé à Djeddah, en Arabie saoudite, possède une délégation permanente aux Nations unies. L'Organisation de la coopération islamique, qui a changé de nom et d'emblème le 28 juin 2011, est la seule organisation au niveau supra-étatique et international qui soit à caractère religieux. Elle regroupe entre autres, la totalité des pays du Moyen-Orient (à l'exception d'Israël), ainsi que la majorité des États d'Afrique du Nord et d'Asie centrale.

Diagramme des différents partenariats entre les pays de la Ligue arabe.

### Militarisation du Moyen-Orient
Le Moyen-Orient est la région dont la part des dépenses militaires relative au PIB est la plus élevée au monde. Pour les États dont les statistiques sont disponibles, elle atteint 6,2 % du PIB en 2000, 4,3 % en 2010 et 4,7 % en 2017,,. L'Arabie saoudite s'est situé au huitième ou neuvième rang dans le monde durant la première décennie du XXIe siècle. Puis elle a augmenté fortement ses dépenses de défense au point d'être entre 2013 et 2017 au troisième ou au quatrième rang, devant ou derrière la Russie selon les années.

#### Traité sur l’interdiction des armes nucléaires
La transparence dans le domaine de la dissuasion nucléaire reste l’exception, malgré les efforts d’États dotés pour publier des informations sur leurs arsenaux. Par ailleurs, la prolifération se produit en majeure partie dans l’ombre. Ainsi, la réalité des armes nucléaires ne se laisse pas facilement appréhender. À cet égard, le Moyen-Orient se présente comme un cas d’étude intéressant avec un État reconnu comme possesseur, mais ne le confirmant pas officiellement (Israël), des programmes menés à la frontière entre usages civils et militaires (Irak, Iran, Libye, Syrie), des activités signalant que l’option du nucléaire militaire avait été au moins considérée (Égypte) et une base nucléaire participant au dispositif de dissuasion de l’OTAN (Turquie).